# Фаял (тауншип, Миннесота)
Фаял (англ. Fayal) — тауншип в округе Сент-Луис, Миннесота, США. На 2000 год его население составило 1906 человек.

## География
По данным Бюро переписи населения США площадь тауншипа составляет 89,2 км², из которых 81,4 км² занимает суша, а 7,8 км² — вода (8,77 %).

## Демография
По данным переписи населения 2000 года здесь находились 1906 человек, 769 домохозяйств и 586 семей.  Плотность населения —  23,4 чел./км².  На территории тауншипа расположено 948 построек со средней плотностью 11,6 построек на один квадратный километр. Расовый состав населения: 97,74 % белых, 0,05 % афроамериканцев, 0,42 % коренных американцев, 0,52 % азиатов, 0,10 % c Тихоокеанских островов, 0,21 % — других рас США и 0,94 % приходится на две или более других рас. Испанцы или латиноамериканцы любой расы составляли 0,42 % от популяции тауншипа.
Из 769 домохозяйств в 30,3 % воспитывались дети до 18 лет, в 69,4 % проживали супружеские пары, в 3,9 % проживали незамужние женщины и в 23,7 % домохозяйств проживали несемейные люди. 20,2 % домохозяйств состояли из одного человека, при том 9,6 % из — одиноких пожилых людей старше 65 лет. Средний размер домохозяйства — 2,47, а семьи — 2,86 человека.
23,2 % населения — младше 18 лет, 4,6 % — в возрасте от 18 до 24 лет, 22,8 % — от 25 до 44, 32,9 % — от 45 до 64, и 16,5 % — старше 65 лет. Средний возраст — 45 лет. На каждые 100 женщин приходилось 104,7 мужчин.  На каждые 100 женщин старше 18 приходилось 100,5 мужчин.
Средний годовой доход домохозяйства составлял 50 665 долларов, а средний годовой доход семьи —  56 985 долларов. Средний доход мужчин —  43 611  долларов, в то время как у женщин — 28 295. Доход на душу населения составил 22 938 долларов. За чертой бедности находились 0,7 % семей и 2,3 % всего населения тауншипа, из которых 0,6 % младше 18 и 9,7 % старше 65 лет.